# Вільям Сміт (геолог)
Вільям Сміт (англ. William Smith; 23 березня 1769 — 28 серпня 1839) — британський геолог, що створив у 1815 році першу регіональну геологічну карту.

## Біографія
Вільям Сміт народився в сім'ї Джона та Анни Сміт в графстві Оксфордшир. У нього було 2 молодших брата Даніель та Джон і сестра Елізабет, чий син Джон Філіпс став оксфордським професором геології.
Йому було вісім років, коли від застуди помер його батько. Вихованням займався його дядько Вільям.

### Освіта
В. Сміт навчався в сільській школі. Подальшу освіту він здобув самостійно.
Ще в дитинстві Вільям зацікавився і почав збирати скам'янілості молюсків і морських їжаків, які можна було знайти в околицях.
В 1787 році він став помічником земельного інспектора Стоу-он-Волд Едварда Веба.

### Внесок в геологію
В. Сміт відомий як «батько англійської геології». Його праці з ідентифікації мезозойських осадових товщ південно-східної частини Англії заклали основи історичної геології і стратиграфії як самостійних геологічних наук. Він дослідив, що шари осадових порід, які відслонюються в різних районах і безпосередньо не пов'язані між собою, можуть зіставлятися за рештками викопних організмів (т. зв. керівні копалини), які містяться в них. Він вперше склав геологічну карту Англії (1813‒1815) з розділенням гірських порід за їх віком. Відкриття В. Сміта створило передумови для розвитку еволюційних ідей у палеонтології.
У 1819 році зазнав фінансового краху і провів 10 тижнів у борговій тюрмі; після звільнення переїхав з Лондона в Йоркшир.
В. Сміт здобув визнання за свої досягнення в 1831 році, отримавши від Лондонського геологічного товариства медаль Волластона.
Вільям Сміт помер 1839 року в дорозі до Бірмінгема, куди їхав для участі в геологічній конференції.

## Бібліографія

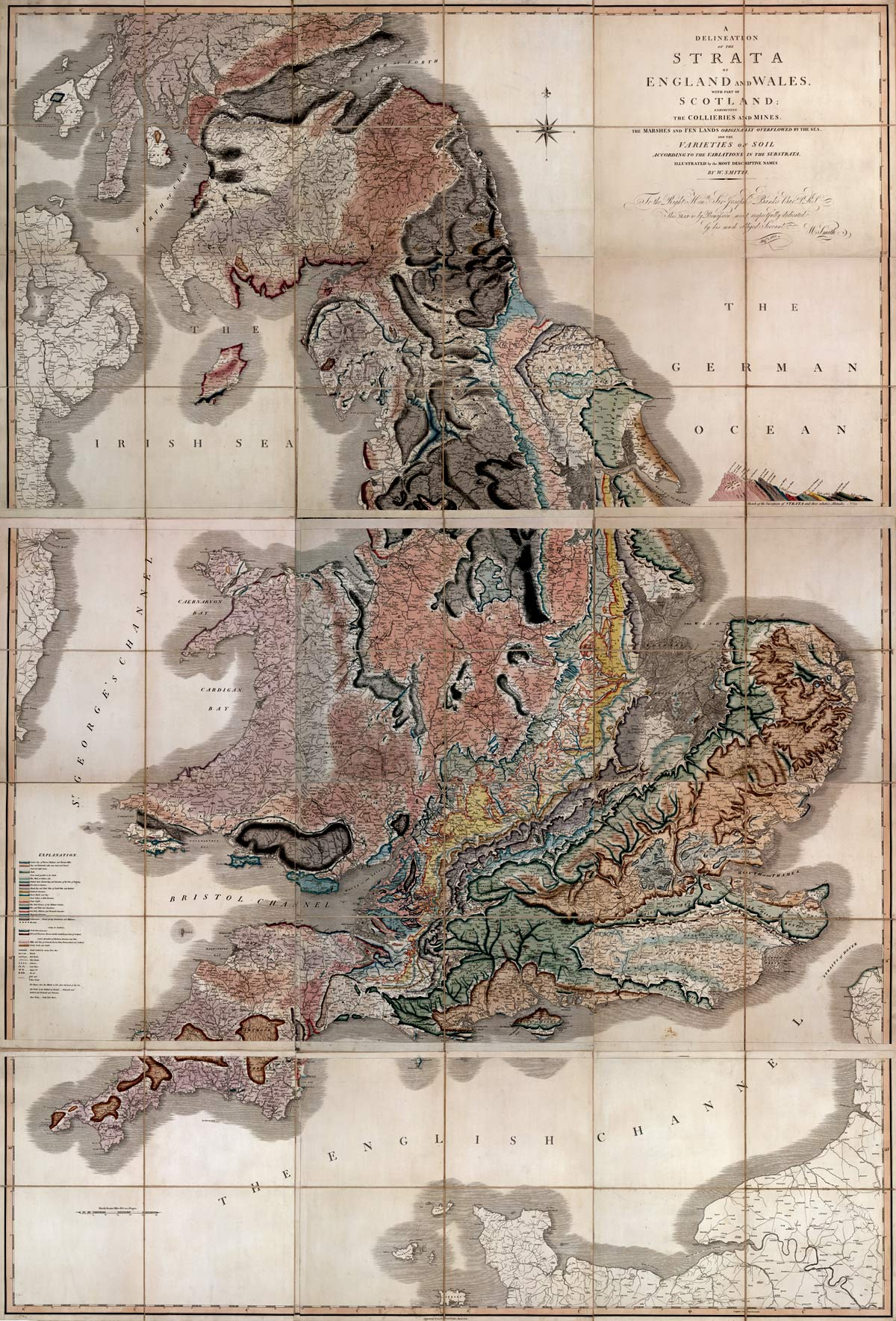
Геологічна карта Англії, Уельсу і південної Шотландії В. Сміта, 1815 р.